# Jan Słomka (duchowny)
Jan Tomasz Słomka (ur. 23 grudnia 1959 w Krakowie) – duchowny rzymskokatolicki archidiecezji łódzkiej, profesor nauk teologicznych, wykładowca na Wydziale Teologicznym Uniwersytetu Śląskiego w Katowicach i w Wyższym Seminarium Duchownym w Łodzi.

## Życiorys
W 1985 ukończył Wyższe Seminarium Duchowne w Łodzi i uzyskał tytuł magistra teologii w Katolickim Uniwersytecie Lubelskim. Następnie został mianowany wikariuszem parafii Najświętszego Serca Jezusowego w Tomaszowie Mazowieckim. W 1988 został magistrem patrologii w Akademii Teologii Katolickiej w Warszawie. W 1993 uzyskał stopień doktora nauk patrystycznych na Papieskim Uniwersytecie Laterańskim. Po powrocie do kraju zaczął wykładać w łódzkim seminarium duchownym, gdzie objął też stanowisko pełnomocnika rektora ds. komputeryzacji. Był ponadto przewodniczącym diecezjalnej komisji ds. duszpasterstwa środowisk naukowych i twórczych oraz redaktorem merytorycznym strony internetowej archidiecezji. W 2001 habilitował się w Papieskiej Akademii Teologicznej w Krakowie. W 2008 uzyskał tytuł profesora nauk teologicznych.
W kadencji 2011–2015 był członkiem Komitetu Nauk Teologicznych Polskiej Akademii Nauk.